# Santa María de los Ángeles (Tlalpujahua)
Santa María de los Ángeles es una localidad del estado mexicano de Michoacán. Es parte del municipio de Tlalpujahua.

## Toponimia
El nombre «Santa María de los Ángeles» hace referencia a la santa patrona de la localidad: Nuestra Señora de los Ángeles.

## Demografía
| Gráfica de evolución demográfica |
|                                  |

| Censo | Población |
| ----- | --------- |
| 1900  | 1047      |
| 1910  | 1716      |
| 1921  | 1871      |
| 1930  | 1900      |
| 1940  | 1786      |
| 1950  | 1723      |
| 1960  | 1302      |
| 1970  | 1554      |
| 1980  | 780       |
| 1990  | 1127      |
| 2000  | 1620      |
| 2010  | 1694      |
| 2020  | 1615      |